# Malînivka, Ripkî
Malînivka (în ucraineană Малинівка) este localitatea de reședință a comunei Malînivka din raionul Ripkî, regiunea Cernihiv, Ucraina.

## Demografie
Componența lingvistică a localității Malînivka
     Ucraineană (94,84%)
     Rusă (3,87%)
     Alte limbi (0,65%)
Conform recensământului din 2001, majoritatea populației localității Malînivka era vorbitoare de ucraineană (94,84%), existând în minoritate și vorbitori de rusă (3,87%).